# Saints Row (jeu vidéo)
Pour la série de jeux, voir Saints Row.
Saints Row est un jeu vidéo de type GTA-like développé par Volition, Inc. et édité par THQ en 2006 sur Xbox 360. Le jeu est axé sur la guerre des gangs. La version PlayStation 3, prévue après une période d'exclusivité sur Xbox 360, est annulée, l'équipe de développement préférant se concentrer pleinement au développement de Saints Row 2.

## Présentation
L'histoire se déroule dans la ville fictive de Stilwater (inspirée des villes de Chicago et de Détroit)[réf. nécessaire] dont la superficie est de 16 km2. Le joueur incarne un personnage anonyme qui s'est retrouvé au milieu d'une bataille de gang. Celui-ci est sauvé par Julius, chef des Saints du quartier de la 3e rue, qui l'intègre peu après à son gang. Le but du jeu est de devenir le maître de la ville après avoir éliminé tous les gangs ennemis (les Carnales, les Vice Kings et les Westside Rollerz) à l'aide du vôtre (les 3rd Street Saints).
Le jeu se distingue de Grand Theft Auto, la série référence des jeux de gangsters, par de légères modifications, telles que la barre de respect qui peut être remplie en complétant plusieurs types de missions annexes (« mac-à-dames », trafic de drogue, fraude à l'assurance…), par le large panel de personnalisation de l'avatar du joueur et par la présence d'un mode multijoueur. Ce mode de jeu en réseau permet à 12 joueurs de jouer simultanément sur la même partie via le Xbox Live. L'avatar est créé par le joueur au tout début de la partie, à la façon de certains RPG.

### Gangs et personnages principaux

#### 3rd Street Saints
C'est le gang que le protagoniste rejoint, sa couleur est le violet et il est multiculturel. Le but de celui-ci est de chasser les trois autres de la ville afin d'y restaurer la paix et ainsi faire des affaires tranquillement. Le chef des Saints est Julius Little, il est épaulé par trois lieutenants : Johnny Gat, Dex et Troy. Une membre du groupe, Lin, est infiltrée chez les Rollerz. Enfin, une autre membre, Aisha, une chanteuse, a signé avec le label de musique des Vice Kings, « Kingdom Come Records ». Les Saints sont basés dans une église abandonnée se trouvant dans un quartier résidentiel défavorisé au Sud de Stilwater.

#### Los Carnales
Principalement composé d'hispaniques pour la plupart Colombiens et Dominicains, le gang arbore la couleur rouge. Les Carnales sont spécialisés dans le trafic d'armes et de drogue. Hector Lopez est le leader du gang, il est accompagné de son frère, Angelo Lopez, qui est également son bras-droit, de Luz Avalos, la petite-amie de ce dernier ainsi que de Victor Rodriguez, l'« homme d'action » du gang. Enfin, Manuel Orejuela est le contact entre les Los Carnales et les barons de la drogue colombiens. Les Carnales opèrent principalement à partir de l'aéroport, des docks et des zones industrielles délabrées.

#### Vice Kings
Les Vice Kings sont composés d'Afro-Américains et de Caucasiens, ils contrôlent une grande partie de l'industrie du divertissement de Stilwater comme les commerces, la prostitution et l'industrie musicale. Benjamin King dirige les Kings avec l'aide de l'ex-artiste de hip-hop Warren « EZ Money » Williams, de son homme de main Anthony « Big Tony » Green et de Tanya Winters, une prostituée ayant grimpé les échelons du milieu de la prostitution. Le territoire principal du gang est le quartier riche, siège des grandes entreprises, des musées et des boutiques de luxe. Enfin leur couleur est le jaune. Les Vice Kings sont très certainement inspirés des Vice Lords, un gang très important basé à Chicago, composé principalement d'Afro-Américains et dont les couleurs incluent, entre autres, le jaune ou la couleur or.

#### Westside Rollerz
Spécialisés dans l'automobile et les courses de rue illégales, les Westside Rollerz sont composés d'Asiatiques et de Caucasiens et sont généralement habillés de bleu. Le gang est dirigé par Joseph Price et financé par William Sharp, l'oncle de Price. Donnie est le lieutenant principal et également l'expert en mécanique. Les Rollerz exploitent le secteur Nord-Ouest de Stilwater, lequel englobe notamment la banlieue chic et la zone autour du stade.

## Distribution (non exhaustive) des voix originales
- Le protagoniste : Kenn Michaels (par défaut)
- Johnny Gat : Daniel Dae Kim
- Anthony « Big Tony » Green : Terrence « T. C. » Carson (en)
- Alderman Hughes : Clancy Brown
- Benjamin King : Michael Clarke Duncan
- Lin : Tia Carrere
- Julius Little : Keith David
- Angelo Lopez : Freddy Rodríguez
- Hector Lopez : Joaquim de Almeida
- Manuel Orejuela : Carlos Ferro
- William Sharp : David Carradine
- Troy Bradshaw : Michael Rapaport
- Tanya Winters : Mila Kunis

## Accueil et critiques
Saints Row s'était déjà écoulé à plus d'un million d'exemplaires en mai 2007.

## Contenu additionnel
Contenu disponible sur le Marketplace.
- Le Pack Ho Ho Ho ! : vêtements sur le thème du Père Noël, sorti à l'occasion de la période des fêtes de fin d'année 2006 (gratuit).
- Pack Exclusif Ünkut : vêtements de la marque Ünkut de Booba (gratuit).
- Pack Funky Fresh : 69 vêtements, bijoux, tatouages et coiffures supplémentaires.
- Pack Gankster : un niveau multijoueur co-op (nommé Heist) et deux voitures supplémentaires.
- Pack Carte Industrial : une carte multijoueur supplémentaire.